# Don't Stop the Carnival
Albums de Sonny Rollins
Easy Living
(1977) Don't Ask
(1979)
Don't Stop the Carnival est un album live de jazz du saxophoniste ténor Sonny Rollins paru en 1978 sur le label Milestone. Rollins accueille le trompettiste Donald Byrd sur quatre morceaux tandis que la section rythmique est formée par Mark Soskin au piano, Jerome Harris et Aurell Ray à la guitare et Tony Williams à la batterie.

## Contexte
Rollins demande à Donald Byrd lors d'un concert au Carnegie Hall en 1978 de participer à cet enregistrement en tant qu'« ami très spécial ». Byrd amorcait ainsi son retour sur scène et est la première véritable collaboration avec Rollins après près de 20 ans. Scott Yanow indique cependant que le son du trompettiste est « rouillé et est seulement en  moyenne forme » sur cet enregistrement.

## Enregistrement
Quatre dates de concert sont programmées en avril 1978 au Great American Music Hall de San Francisco (Californie). Après un premier concert ayant permis aux musiciens de mieux se connaître, les morceaux sont enregistrés au cours des trois concerts suivants interprétés le 13, 14 et 15 avril,.
| Musicien      | Instrument                     | Titre     |  | Équipe technique |                         |
| ------------- | ------------------------------ | --------- |  | ---------------- | ----------------------- |
| Sonny Rollins | saxophone ténor et soprano     | 1-4, 6-10 |  | Orrin Keepnews   | producteur, liner notes |
| Mark Soskin   | piano                          | 1-4, 6-10 |  | Phil Carroll     | direction artistique    |
| Aurell Ray    | guitare électrique à 12 cordes | 1-4, 6-10 |  | Jim Stern        | ingénieur, remixing     |
| Jerome Harris | guitare basse                  | 1-4, 6-10 |  | Dennis Gassner   | design                  |
| Tony Williams | batterie                       | 1-4, 6-10 |  | Jim Marshall     | photographie            |
| Donald Byrd   | trompette, bugle               | 6-10      |  | Kirk Felton      | remastering             |

## Titres
Le programme proposé par Rollins est constitué de standards et de compositions personnelles dont le morceau Don't Stop The Carnival, un titre qu'il a souvent repris ensuite en concert et est devenu l'un de ses standards à l'image de St Thomas ou Blue Seven.
| N°     | Titre                      | Compositeur                           | Durée |
| ------ | -------------------------- | ------------------------------------- | ----- |
| Face A |                            |                                       |       |
| 1.     | Don't Stop The Carnival    | Sonny Rollins, musique traditionnelle | 8:46  |
| 2.     | Silver City                | Sonny Rollins                         | 8:08  |
| Face B |                            |                                       |       |
| 3.     | Autumn Nocturne            | Kim Gannon, Josef Myrow               | 6:36  |
| 4.     | Camel                      | Sonny Rollins                         | 4:14  |
| 5.     | Introducing The Performers | Sonny Rollins                         | 1:01  |
| 6.     | Nobody Else But Me         | Oscar Hammerstein II, Jerome Kern     | 6:57  |
| Face C |                            |                                       |       |
| 7.     | Non-Cents                  | Kevin Toney                           | 9:25  |
| 8.     | A Child's Prayer           | Donald Byrd                           | 8:05  |
| Face D |                            |                                       |       |
| 9.     | Presidnet Hayes            | Donald Byrd                           | 9:49  |
| 10.    | Sais                       | James Mtume                           | 7:55  |

## Réception
L'auteur et critique de jazz Scott Yanow écrit sur AllMusic que les « versions de Don't Stop The Carnival et de Autumn Nocturne sont mémorables, mais le reste de l'album pour la plupart, bien qu'interprété avec brio, est un peu léger ».
Le musicien et auteur Ian Carr rejoint également cette impression de disparité dans la valeur des morceaux et indique que c'est « un enregistrement live un peu laborieux avec un Donald Byrd plutôt médiocre jouant seulement sur certaines titres alors que Tony Williams tout le temps ». Carr remarque par contre le jeu du saxophoniste, en particulier sur le morceau Autumn Nocturne qu'il commente en écrivant qu'il « fait une formidable introduction, libre, sans accompagnement » et ajoute également que « malgré la section rythmique, le titre éponyme fait autorité ».
L'auteur Richard Palmer qualifie l'interprétation de Don't Stop The Carnival de « très hésitante comparée à celles effectuées plus tard ». Il ajoute aussi que « les rythmes sont assez souples et il swing certainement, mais Rollins s'exprime rarement pleinement à son aise ou en maîtrise [de son jeu] et il est en fait éclipsé par le (très ordinaire) groupe vocal, qui était surement un ajout malvenu ».
Le critique musical Robert Christgau apprécie l'album et mentionne que d'une façon générale « la viande de l'album est nourrissante sinon exquise, de la nourriture de jazz que quiconque peut digérer. ».